# Rathdowney (Queensland)
Rathdowney är en ort i Australien. Den ligger i kommunen Scenic Rim och delstaten Queensland, omkring 84 kilometer söder om delstatshuvudstaden Brisbane. Antalet invånare är 404.
Runt Rathdowney är det glesbefolkat, med 10 invånare per kvadratkilometer.. Det finns inga andra samhällen i närheten. 
I omgivningarna runt Rathdowney växer huvudsakligen savannskog. Genomsnittlig årsnederbörd är 1 402 millimeter. Den regnigaste månaden är januari, med i genomsnitt 269 mm nederbörd, och den torraste är september, med 37 mm nederbörd.